# Conistra rufo-caerulescens
Conistra rufo-caerulescens là một loài bướm đêm trong họ Noctuidae.